# Thomas Harriot
Thomas Harriot (Oxford, 1560 – Londra, 2 luglio 1621) è stato un astronomo, traduttore, matematico ed etnografo inglese.
Secondo alcune fonti il suo cognome era Harriott o anche Hariot.
Dopo essersi laureato a Oxford, Harriot viaggiò nelle Americhe con la spedizione organizzata da Walter Raleigh e dopo il ritorno lavorò per il IX conte di Northumberland.
Nella casa del conte divenne un matematico prolifico e un astronomo; a lui può essere attribuita la teoria della rifrazione.

## Biografia
Nacque a Oxford in Inghilterra intorno al 1560 e frequentò la St Mary's Hall dell'Università di Oxford: infatti il suo nome appare nei registri della scuola dal 1577.
Dopo essersi laureato a Oxford (1580), fu assunto da Sir Walter Raleigh come esperto di matematica; usò le sue conoscenze di astronomia e astrologia per garantire competenze nei problemi della navigazione. Harriot fu anche coinvolto nella progettazione delle navi di Sir Raleigh e ricoprì con ugual successo il ruolo di contabile.
Durante questo periodo, prima della spedizione con Sir Raleigh, scrisse anche un trattato riguardo alla navigazione.

### La spedizione in America
Partecipò almeno ad una spedizione, tra il 1585 e il 1586, e passò il suo tempo nel “Nuovo mondo” visitando l'isola di Roanoke al largo della costa del Nord Carolina ampliando le sue conoscenze e imparando la lingua algonchina.
Il suo resoconto del viaggio, Brief and true report of the new found land of Virginia, fu pubblicato nel 1588 (benché probabilmente scritto nel 1587).
Lo scritto contiene un iniziale resoconto delle popolazioni incontrate durante la spedizione; esso ebbe un'importante influenza sui successivi esploratori e coloni inglesi.
Harriot scrisse: “Se ci fosse un buon governo si potrebbe pensare che essi in breve tempo possano essere portati alla civiltà e all'abbracciare la vera religione”. La sua idea riguardo l'operosità e riguardo alla capacità di imparare dei nativi del Nord America fu ampiamente ignorata in favore delle parti del testo riguardo ai minerali estraibili e alle risorse.
In qualità di consigliere scientifico durante il viaggio ad Harriot fu chiesto da Sir Raleigh di trovare il modo più efficiente di immagazzinare le palle di cannone sulla nave. 
La sua conseguente teoria riguardo all'ottimizzazione del posizionamento delle sfere mostra un'impressionante somiglianza con la moderna teoria atomica alla quale più avanti fu accusato di credere.
La sua corrispondenza con Joannes Keplero riguardo all'ottica, nella quale descrive alcune delle sue idee, più tardi influenzò la congettura di Keplero.

### Gli anni successivi
Si dedicò al lavoro per Henry Percy, IX conte di Northumberland, con il quale visse presso la Syon House che era gestita dal cugino di Henry Percy, Thomas Percy.
I sostenitori di Harriot caddero in disgrazia: prima Sir Raleigh, poi Henry Percy, altro protettore di Harriot, fu imprigionato nel 1605 perché collegato al complotto detto  Congiura delle Polveri (Gunpowder Plot), in quanto secondo cugino di uno dei cospiratori Thomas Percy. Lo stesso Harriot fu interrogato e imprigionato per un breve periodo.
Walter Warner, Robert Hues, William Lower e altri scienziati vissero e operarono nella  residenza del conte di Northumberland; essi contribuirono anche all'educazione dei bambini della famiglia.
La comparsa della cometa di Halley nel 1607 riportò l'attenzione sull'astronomia. La sua osservazione dell'agosto 1609 e le successive potrebbero essere state le prime esperienze di uso del telescopio per scopi astronomici. Harriot fu anche il primo a tentare di creare una mappa della Luna, realizzando il suo primo disegno lunare nel luglio 1609 e uno tra i primi a osservare le macchie solari nel dicembre 1610.
Harriot in realtà utilizzava semplicemente cannocchiali-giocattolo che si vendevano all'epoca denominati tubi ottici, dotati di due lenti alle estremità, in grado di ingrandire gli oggetti solo di 5-6 volte. I suoi disegni lunari non avevano tuttavia effettiva valenza scientifica poiché nulla avevano a che fare con la reale morfologia della Luna, così come invece la osservò e disegnò Galileo Galilei.
In effetti, fu proprio grazie alle osservazioni di Galileo Galilei - che utilizzava uno strumento più sofisticato che ingrandiva gli oggetti di 20 volte -  e ai suoi disegni della Luna molto più precisi che Harriot prese poi spunto per migliorare i suoi disegni.
L'osservatorio del campus del College "William and Mary" è dedicato ad Harriot, come d'altra parte lo è anche il college delle arti e delle scienze presso la East Carolina University a Greenville.

### Morte
Nel 1615 o nel 1616 Harriot scrisse ad un amico (da noi non conosciuto) che aveva competenze mediche descrivendo quella che deve essere stata un'ulcera tumorale del labbro.
Questa malattia proseguì fino al 1621 quando Harriot viveva con un amico chiamato Thomas Buckner in Threadneedle Street, dove morì.
Tra le diverse fonti (sotto indicate) molte sostengono che la sua malattia iniziò sotto forma di tumore al naso; in ogni caso Harriot dovrebbe essere morto per un tumore alla pelle.
Harriot morì il 2 luglio 1621, tre  giorni dopo aver scritto il suo testamento . 
I suoi successori  pubblicarono nel 1631 “Artes analyticae Praxis” riguardante l'algebra.
Questo scritto può essere considerato il compendio del suo lavoro, ma non raccoglie tutto ciò che non era stato precedentemente pubblicato (più di 400 fogli con annotazioni) e il fatto che non fosse ordinato nel modo in cui lo erano i manoscritti, non permise che si comprendesse subito la grandezza delle scoperte di Harriot.

## Lasciti
Harriot studiò anche l'ottica e la rifrazione e apparentemente scoprì la legge di Snell 20 anni prima di Willebrord Snell, ma come molti dei suoi lavori, anche questa scoperta rimase non pubblicata. In Virginia imparò la lingua  dei nativi algonchini che ebbe qualche “effetto” sul suo pensiero matematico. Fondò la “English school” di algebra e fu il primo ad introdurre i segni di disuguaglianza > e <.
Le scoperte di Harriot rimasero abbastanza nell'ombra perché lui non pubblicò nessuno di questi suoi risultati e perché molti dei suoi manoscritti furono persi. Quelli rimasti sono nel British Museum e negli archivi della famiglia Percy a Petworth House (Sussex) e al Alnwick Castle (Northumberland).
La celebrazione nel Regno Unito dell'anno internazionale dell'astronomia nel 2009 è stata incentrata sul lavoro di Harriot e comprendeva una settimana nazionale dell'astronomia.